# Ludger Weskamp
Ludger Weskamp (* 8. Juni 1966 in Paderborn) ist Geschäftsführender Präsident des Ostdeutschen Sparkassenverbandes (OSV).

## Leben
Nach Abitur und Grundwehrdienst begann er 1986 eine Beamtenlaufbahn im mittleren nichttechnischen Postdienst in Bielefeld. Ab 1989 wechselte er in den Vorbereitungsdienst für den nichttechnischen gehobenen Verwaltungsdienst zur Bezirksregierung Detmold und begann ein begleitendes Studium an der Fachhochschule für öffentliche Verwaltung Nordrhein-Westfalen. Nach dem Studienabschluss als Diplom-Verwaltungswirt (FH) wurde er 1992 Sachbearbeiter in der Bezirksregierung Düsseldorf, bevor er 1993 als Mitarbeiter in das Bundesinnenministerium ging. Hier war er u. a. als Referent und Teamleiter für Finanzen, Haushalt und Controlling in den Bereichen Digitalfunk BOSNet und Informationstechnik tätig. Berufsbegleitend studierte er an der FernUniversität Hagen Betriebswirtschaft und qualifizierte sich zum Diplom-Kaufmann.
Auf Vorschlag des Landrates Karl-Heinz Schröter wählte ihn der Kreistag des Landkreises Oberhavel im September 2010 zum Zweiten Beigeordneten und Dezernenten für Bildung und Finanzen.
Nach dem Wechsel des bisherigen Landrates in die Landesregierung Brandenburgs wurde eine Neuwahl erforderlich, die am 22. Februar 2015 (erster Wahlgang) und am 8. März 2015 (Stichwahl) erfolgte. In der Stichwahl erreichte Weskamp 60,1 Prozent der Stimmen. Da hier jedoch auf Grund der niedrigen Wahlbeteiligung das geforderte Quorum von 15 % der Wahlberechtigten nicht erreicht wurde, musste der Kreistag am 27. Mai 2015 den nächsten Landrat bestimmen.
Ludger Weskamp wurde im ersten Wahlgang mit 34 von 53 Stimmen gewählt und trat sein Amt am 12. Juni 2015 an.
Am 13. Juli 2021 ernannte ihn die Verbandsversammlung des Ostdeutschen Sparkassenverbandes nahezu einstimmig zum Geschäftsführenden Präsidenten. Am 1. Januar 2022 trat er sein Amt an.
Weskamp ist Vater von zwei Kindern.